# Charles M. Hammawa

Wappen von Charles Michael Hammawa

Charles M. Hammawa (* 1. Oktober 1962 in Mapeo, Nigeria) ist Bischof von Jalingo.

## Leben
Charles M. Hammawa wurde am 4. Juli 1987 zum Priester in der Diözese Yola geweiht. Er wurde am 16. April 2008 zum Bischof von Jalingo ernannt. Der Erzbischof von Jos, Ignatius Ayau Kaigama, weihte ihn am 4. Juli desselben Jahres zum Bischof; Mitkonsekratoren waren Renzo Fratini, Apostolischer Nuntius in Nigeria, und James Naanman Daman OSA, Bischof von Shendam.